# Młynarka (Tatry)
Młynarka (słow. Mlynárka, 2000 m) – turnia w masywie Młynarza (2171 m) w słowackiej części Tatr Wysokich. Znajduje się we wschodniej grani Wielkiego Młynarza. Od jego wierzchołka oddzielona jest Wyżnią Białowodzką Przełączką (1964 m), od Upłaziastej Turni płytko wciętym Białowodzkim Przechodem (1872 m) i głębszą Pośrednią Białowodzką Przełączką (1840 m). Młynarka jest pierwszym od zachodu wybitniejszym wzniesieniem we wschodniej grani Wielkiego Młynarza. Jest zwornikiem. Na południowy wschód odgałęzia się od niej grań, w której znajduje się Wyżnie Młynarzowe Siodło i Wyżnia Młynarzowa Kopa. Górna część tej grani (od strony Młynarki) to stromy i skalisty filar, niżej, do siodła, grań jest trawiasta, a zarastający jej ostrze pas kosodrzewiny można obejść.
Od wschodniej i południowo-wschodniej strony grań Młynarki opada do Białowodzkiego Żlebu. Są to trawiaste lub porośnięte kosodrzewiną strome stoki, w najniższej części poderwane ku żlebowi urwistymi ściankami o wysokości do 60 m. Powyżej tych urwisk znajduje się latwa, skalisto-trawiasta grzęda, ku żlebowi poderwana kazalniczką. Po obydwu jej stronach ciągną się trawiaste żlebki. Nad lewym z nich wznosi się bardzo stroma, południowo-wschodnia ściana Młynarki. Jej środkową część przecina wąski zachód.
Południowa ściana Młynarki opada do Młynarzowego Kotła. Władysław Cywiński wyróżnił w niej cztery części:
- pas kruchych ścian powyżej kotła,
- duży upłaz ciągnący się od Wyżniego Młynarzowego Siodła do prawego odgałęzienia Żlebu między Kopy,
- pochyły, piarżysto-trawiasty taras o wielkości mniej więcej boiska do siatkówki,
- najwyższa część będąca prawie pionową, litą ścianą o wysokości około 80 m[4].

Na Młynarce taternicy poprowadzili kilka dróg wspinaczkowych. Pierwszymi zdobywcami wierzchołka Młynarki byli zapewne Jan Humpola i Mieczysław Świerz, którzy dokonali tego 14 lipca 1924 r. podczas przejścia wschodniej grani odchodzącej od Wielkiego Młynarza.

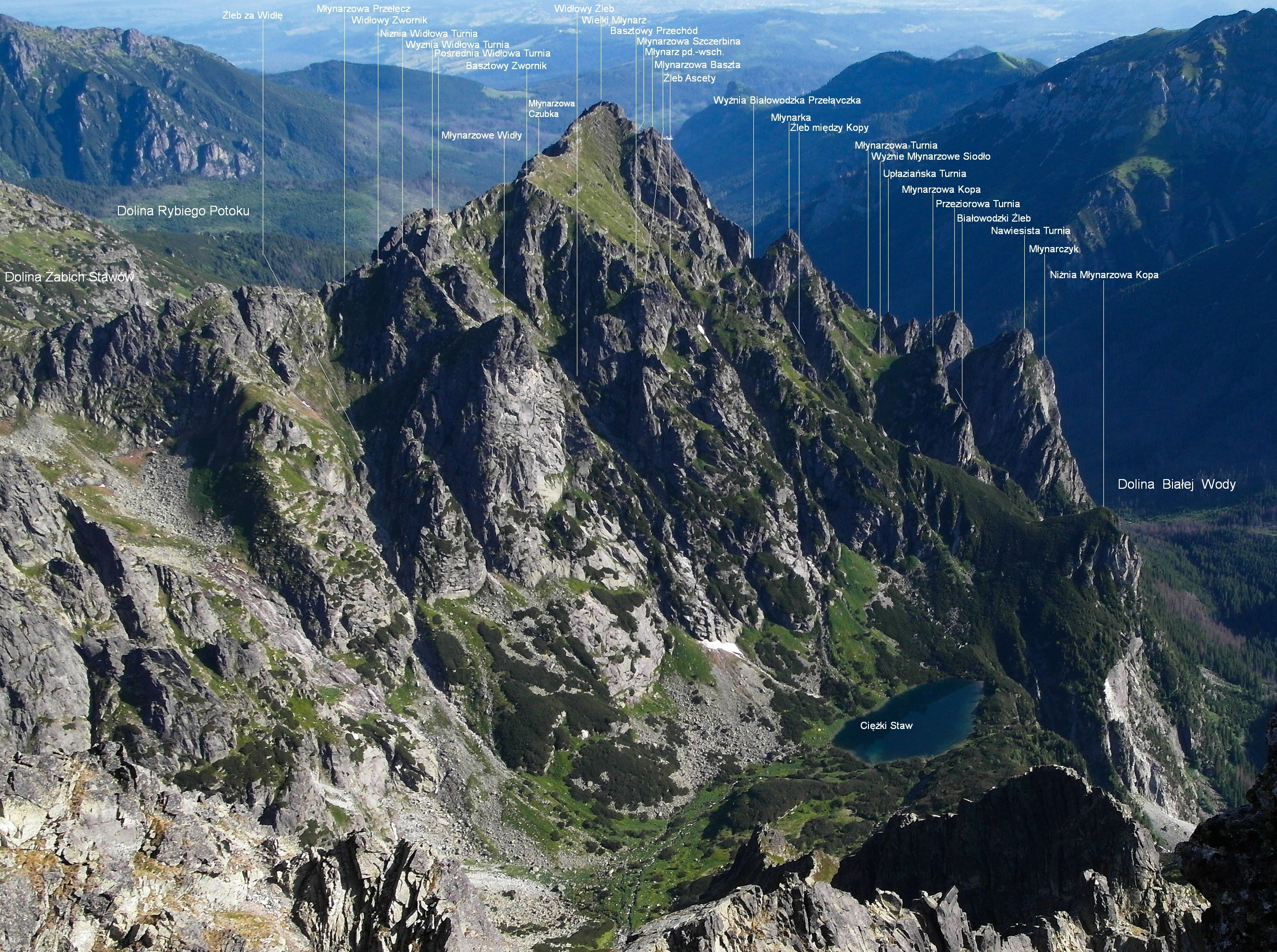
Widok z Ganku
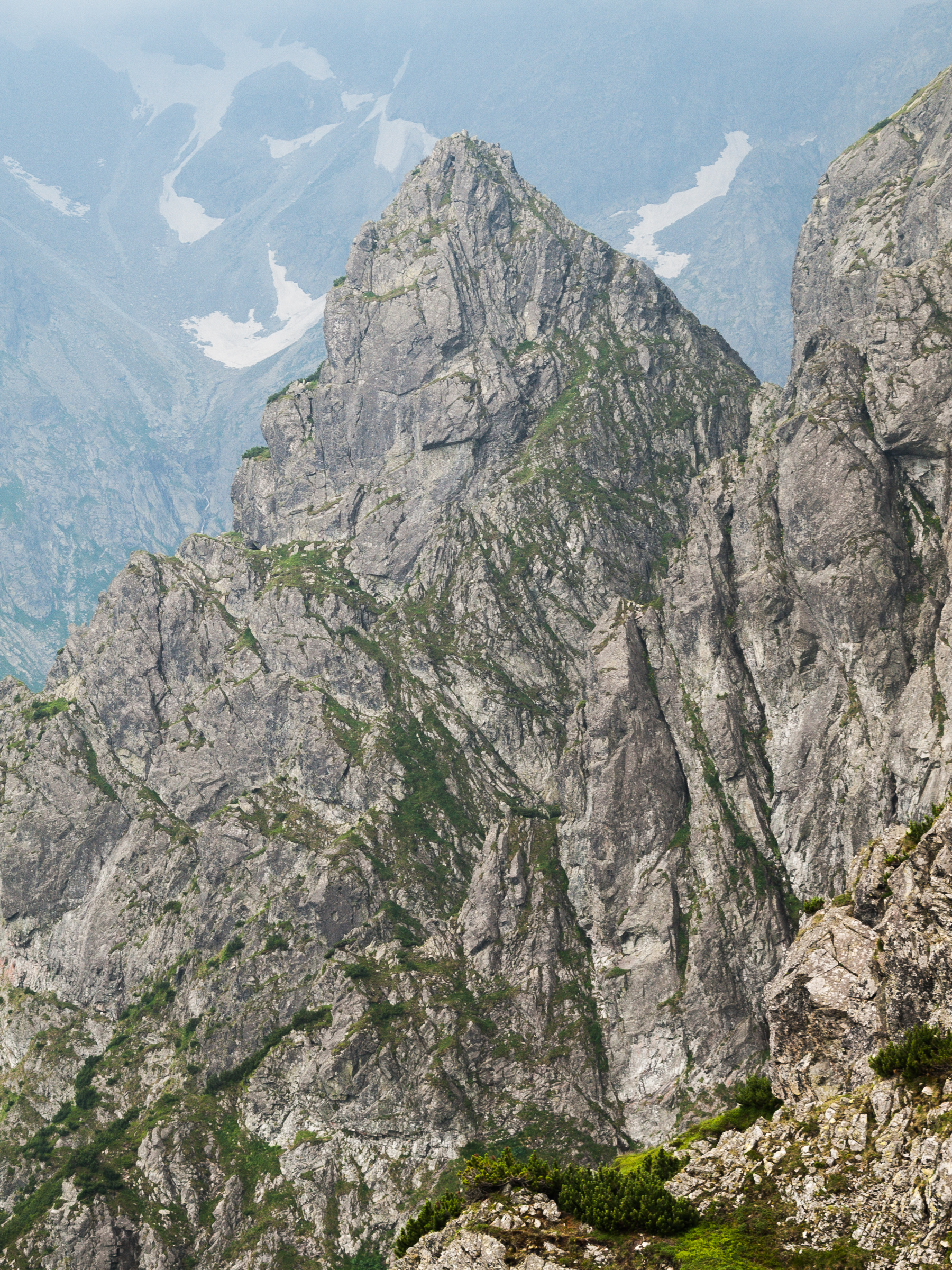
Widok od północy